# ترانه‌شناسی دوآ لیپا
خواننده انگلیسی و آلبانیایی دوآ لیپا سه آلبوم استودیویی، دو ری‌پکیج، یک آلبوم ریمیکس، پنج آلبوم چندآهنگه (ئی‌پی)، سی و چهار تک‌آهنگ (شامل هشت تک‌آهنگ به عنوان آرتیست همکار)، ده تک‌آهنگ تبلیغاتی، دو تک‌آهنگ خیریه و سی و پنج موزیک ویدئو منتشر کرده‌است.

## آلبوم‌ها

### آلبوم‌های استودیویی
| عنوان          | جزئیات                                                                                         | بهترین موقعیت جدول | بهترین موقعیت جدول | بهترین موقعیت جدول | بهترین موقعیت جدول | بهترین موقعیت جدول | بهترین موقعیت جدول | بهترین موقعیت جدول | بهترین موقعیت جدول | بهترین موقعیت جدول | بهترین موقعیت جدول | فروش                                 | گواهی‌نامه‌ها |
| عنوان          | جزئیات                                                                                         | UK                 | AUS                | BEL (FL)           | CAN                | GER                | IRL                | NLD                | NZ                 | SWE                | US                 | فروش                                 | گواهی‌نامه‌ها |
| -------------- | ---------------------------------------------------------------------------------------------- | ------------------ | ------------------ | ------------------ | ------------------ | ------------------ | ------------------ | ------------------ | ------------------ | ------------------ | ------------------ | ------------------------------------ | --- |
| دوآ لیپا       | - انتشار: ۲ ژوئن ۲۰۱۷ - ناشر: برادران وارنر - فرمت: سی‌دی، ال‌پی، دانلود دیجیتال، استریم         | ۳                  | ۸                  | ۶                  | ۱۴                 | ۲۲                 | ۳                  | ۶                  | ۷                  | ۸                  | ۲۷                 | - بریتانیا: ۷۲۰٬۵۰۵ - آمریکا: ۹۲٬۰۰۰ | - بی‌پی‌آی: ۳× پلاتین - ای‌آرآی‌ای: طلا - بی‌ئی‌ای: پلاتین - بی‌وی‌ام‌آی: طلا - جی‌ال‌اف: طلا - ام‌سی: ۵× پلاتین - ان‌وی‌پی‌آی: پلاتین - آرآی‌ای‌ای: پلاتین - آرام‌ان‌زی: ۲× پلاتین |
| نوستالژی آینده | - انتشار: ۲۷ مارس ۲۰۲۰ - ناشر: وارنر - فرمت: سی‌دی، ال‌پی، دانلود دیجیتال، استریم، کاست، باکس ست | ۱                  | ۱                  | ۲                  | ۲                  | ۴                  | ۱                  | ۱                  | ۱                  | ۴                  | ۳                  | - بریتانیا: ۴۵۷٬۳۴۷ - کانادا: ۴٬۰۰۰  | - بی‌پی‌آی: ۲× پلاتین - ای‌آرآی‌ای: طلا - بی‌ئی‌ای: پلاتین - بی‌وی‌ام‌آی: طلا - ام‌سی: ۵× پلاتین - ان‌وی‌پی‌آی: ۲× پلاتین - آرآی‌ای‌ای: پلاتین - آرام‌ان‌زی: پلاتین               |
| خوش‌بینی افراطی | - انتشار: ۳ مه ۲۰۲۴ - ناشر: وارنر - فرمت: سی‌دی، ال‌پی، دانلود دیجیتال، استریم، کاست، باکس ست    | ن/م                | ن/م                | ن/م                | ن/م                | ن/م                | ن/م                | ن/م                | ن/م                | ن/م                | ن/م                | ن/م                                  | ن/م |

### انتشار مجدد
| عنوان                        | جزئیات                                                                                   | بهترین موقعیت جدول | بهترین موقعیت جدول | بهترین موقعیت جدول | بهترین موقعیت جدول | بهترین موقعیت جدول | بهترین موقعیت جدول | بهترین موقعیت جدول | بهترین موقعیت جدول | بهترین موقعیت جدول | بهترین موقعیت جدول | گواهی‌نامه‌ها           |
| عنوان                        | جزئیات                                                                                   | UK                 | AUS                | BEL (FL)           | CAN                | GER                | IRL                | NLD                | NZ                 | SWE                | US                 | گواهی‌نامه‌ها           |
| ---------------------------- | ---------------------------------------------------------------------------------------- | ------------------ | ------------------ | ------------------ | ------------------ | ------------------ | ------------------ | ------------------ | ------------------ | ------------------ | ------------------ | --------------------- |
| دوآ لیپا: نسخه کامل          | - انتشار: ۱۹ اکتبر ۲۰۱۸ - ناشر: برادران وارنر - فرمت: سی‌دی، ال‌پی، دانلود دیجیتال، استریم | ۹                  | ۱۳                 | ۱۲                 | ۲۸                 | ۸۴                 | ۳                  | ۱۶                 | ۲۰                 | ۴۷                 | ۴۲                 |                       |
| نوستالژی آینده: نسخه مون‌لایت | - انتشار: ۱۱ فوریه ۲۰۲۱ - ناشر: وارنر - فرمت: سی‌دی، ال‌پی، دانلود دیجیتال، استریم         | ۲                  | ۱                  | ۳                  | ۳                  | ۱۷                 | ۲                  | ۱                  | ۳                  | ۸                  | ۳                  | - آرام‌ان‌زی: ۵× پلاتین |

### آلبوم‌های ریمیکس
| عنوان                                              | جزئیات                                                                         | بهترین موقعیت جدول | بهترین موقعیت جدول | بهترین موقعیت جدول |
| عنوان                                              | جزئیات                                                                         | CAN                | US                 | US Dance           |
| -------------------------------------------------- | ------------------------------------------------------------------------------ | ------------------ | ------------------ | ------------------ |
| کلاب نوستالژی آینده (به همراه the Blessed Madonna) | - انتشار: ۲۸ اوت ۲۰۲۰ - ناشر: وارنر - فرمت: سی‌دی، ال‌پی، دانلود دیجیتال، استریم | ۱۳                 | ۲۸                 | ۱                  |

## آلبوم‌های چندآهنگه
| عنوان                                                                         | جزئیات                                                             | بهترین جایگاه جدول |
| عنوان                                                                         | جزئیات                                                             | US Vinyl           |
| ----------------------------------------------------------------------------- | ------------------------------------------------------------------ | ------------------ |
| Spotify Sessions                                                              | - انتشار: ۸ ژوئیه ۲۰۱۶ - ناشر: برادران وارنر - فرمت: استریم        | —                  |
| آن یک نفر باشم                                                                | - انتشار: ۷ اوت ۲۰۱۶ - ناشر: دوآ لیپا لیمیتد. - فرمت: استر         | —                  |
| The Only                                                                      | - انتشار: ۲ آوریل ۲۰۱۷ - ناشر: برادران وارنر - فرمت: ال‌پی          | ۲۱                 |
| Live Acoustic                                                                 | - انتشار: ۸ دسامبر ۲۰۱۷ - ناشر: برادران وارنر - فرمت: دی‌ال، استریم | —                  |
| Deezer Sessions                                                               | - انتشار: ۱۱ آوریل ۲۰۱۹ - ناشر: وارنر - فرمت: استریم               | —                  |
| نشانهٔ «—» مواردی را نشان می‌دهد که در آن کشور منتشر نشده یا به جدول نرسیده‌اند. |                                                                    |                    |

## تک‌آهنگ‌ها

### به عنوان آرتیست اصلی
| عنوان                                                                         | سال  | بهترین موقعیت جدول | بهترین موقعیت جدول | بهترین موقعیت جدول | بهترین موقعیت جدول | بهترین موقعیت جدول | بهترین موقعیت جدول | بهترین موقعیت جدول | بهترین موقعیت جدول | بهترین موقعیت جدول | بهترین موقعیت جدول | گواهی‌نامه‌ها | آلبوم                                      |
| عنوان                                                                         | سال  | UK                 | AUS                | BEL (FL)           | CAN                | GER                | IRL                | NLD                | NZ                 | SWE                | US                 | گواهی‌نامه‌ها | آلبوم                                      |
| ----------------------------------------------------------------------------- | ---- | ------------------ | ------------------ | ------------------ | ------------------ | ------------------ | ------------------ | ------------------ | ------------------ | ------------------ | ------------------ | --- | ------------------------------------------ |
| «عشق جدید»                                                                    | ۲۰۱۵ | —                  | —                  | —                  | —                  | —                  | —                  | —                  | —                  | —                  | —                  | | دوآ لیپا                                   |
| «آن یک نفر باشم»                                                              | ۲۰۱۵ | ۹                  | ۶                  | ۱                  | —                  | ۱۱                 | ۲۵                 | ۱۱                 | ۲۰                 | ۱۰۰                | —                  | - بی‌پی‌آی: ۲× پلاتین - ای‌آرآی‌ای: ۲× پلاتین - بی‌ئی‌ای: پلاتین - بی‌وی‌ام‌آی: پلاتین - جی‌ال‌اف: طلا - ام‌سی: طلا - ان‌وی‌پی‌آی: ۲× پلاتین - آرآی‌ای‌ای: طلا - آرام‌ان‌زی: طلا                      | دوآ لیپا                                   |
| «آخرین رقص»                                                                   | ۲۰۱۶ | —                  | —                  | —                  | —                  | —                  | —                  | —                  | —                  | —                  | —                  | | دوآ لیپا                                   |
| «داغ‌تر از جهنم»                                                               | ۲۰۱۶ | ۱۵                 | ۱۷                 | ۲۰                 | —                  | ۷۱                 | ۲۴                 | ۳۲                 | —                  | ۴۴                 | —                  | - بی‌پی‌آی: پلاتین - ای‌آرآی‌ای: طلا - بی‌وی‌ام‌آی: طلا - جی‌ال‌اف: پلاتین - ام‌سی: پلاتین - ان‌وی‌پی‌آی: پلاتین                                                                                | دوآ لیپا                                   |
| «مغزت را منفجر می‌کنم (موآه)»                                                  | ۲۰۱۶ | ۳۰                 | ۵۹                 | ۴۴                 | —                  | —                  | ۴۰                 | —                  | —                  | —                  | ۷۲                 | - بی‌پی‌آی: پلاتین - ام‌سی: ۲× پلاتین - آرآی‌ای‌ای: طلا | دوآ لیپا                                   |
| «از تنها بودن می‌ترسیم» (به همراه مارتین گریکس)                                | ۲۰۱۷ | ۱۴                 | ۱۴                 | ۱۰                 | ۳۲                 | ۹                  | ۱۲                 | ۳                  | ۸                  | ۳                  | ۷۶                 | - بی‌پی‌آی: ۲× پلاتین - ای‌آرآی‌ای: ۳× پلاتین - بی‌ئی‌ای: پلاتین - بی‌وی‌ام‌آی: ۳× طلا - جی‌ال‌اف: ۴× پلاتین - ام‌سی: ۲× پلاتین - ان‌وی‌پی‌آی: ۳× پلاتین - آرآی‌ای‌ای: ۲× پلاتین - آرام‌ان‌زی: پلاتین | دوآ لیپا: نسخه کامل                        |
| «گمشده در نور تو» (با همکاری میکل)                                            | ۲۰۱۷ | ۸۶                 | —                  | —                  | —                  | —                  | ۹۷                 | —                  | —                  | —                  | —                  | - بی‌پی‌آی: نقره - ام‌سی: طلا | دوآ لیپا                                   |
| «قوانین جدید»                                                                 | ۲۰۱۷ | ۱                  | ۲                  | ۱                  | ۷                  | ۹                  | ۱                  | ۱                  | ۳                  | ۷                  | ۶                  | - بی‌پی‌آی: ۵× پلاتین - ای‌آرآی‌ای: ۷× پلاتین - بی‌ئی‌ای: ۲× پلاتین - بی‌وی‌ام‌آی: ۲× پلاتین - جی‌ال‌اف: ۴× پلاتین - ام‌سی: الماس - آرآی‌ای‌ای: ۵× پلاتین - آرام‌ان‌زی: ۲× پلاتین                  | دوآ لیپا                                   |
| «به تخمم نیست»                                                                | ۲۰۱۸ | ۳                  | ۳                  | ۴                  | ۲۹                 | ۱۲                 | ۱                  | ۸                  | ۵                  | ۱۵                 | ۴۹                 | - بی‌پی‌آی: ۳× پلاتین - ای‌آرآی‌ای: ۴× پلاتین - بی‌ئی‌ای: طلا - بی‌وی‌ام‌آی: طلا - جی‌ال‌اف: پلاتین - ام‌سی: ۷× پلاتین - آرآی‌ای‌ای: ۲× پلاتین - آرام‌ان‌زی: پلاتین                                | دوآ لیپا                                   |
| «یک بوسه» (به همراه کالوین هریس)                                              | ۲۰۱۸ | ۱                  | ۳                  | ۱                  | ۶                  | ۱                  | ۱                  | ۱                  | ۶                  | ۴                  | ۲۶                 | - بی‌پی‌آی: ۵× پلاتین - آرآی‌ای‌ای: ۹× پلاتین - بی‌ئی‌ای: ۲× پلاتین - بی‌وی‌ام‌آی: ۲× پلاتین - ام‌سی: ۳× پلاتین - آرآی‌ای‌ای: ۴× پلاتین - آرام‌ان‌زی: پلاتین                                     | دوآ لیپا: نسخه کامل                        |
| «الکتریسیته» (به همراه سلک سیتی با همکاری دیپلو و مارک رانسون)                | ۲۰۱۸ | ۴                  | ۲۲                 | ۶                  | ۶۱                 | ۶۴                 | ۶                  | ۱۳                 | ۲۵                 | ۵۱                 | ۶۲                 | - بی‌پی‌آی: پلاتین - ای‌آرآی‌ای: پلاتین - بی‌ئی‌ای: طلا - ام‌سی: طلا - آرآی‌ای‌ای: پلاتین                                                                                                   | Electricity and Dua Lipa: Complete Edition |
| «آواز قو»                                                                     | ۲۰۱۹ | ۲۴                 | ۶۸                 | ۵۰                 | ۹۹                 | ۹۹                 | ۲۴                 | —                  | —                  | ۶۷                 | —                  | - بی‌پی‌آی: نقره - ام‌سی: طلا | Alita: Battle Angel                        |
| «حالا شروع نکن»                                                               | ۲۰۱۹ | ۲                  | ۲                  | ۲                  | ۳                  | ۱۰                 | ۱                  | ۵                  | ۳                  | ۱۲                 | ۲                  | - بی‌پی‌آی: ۴× پلاتین - ای‌آرآی‌ای: ۸× پلاتین - بی‌ئی‌ای: ۲× پلاتین - بی‌وی‌ام‌آی: ۳× طلا - ام‌سی: الماس - آرآی‌ای‌ای: ۴× پلاتین - آرام‌ان‌زی: ۴× پلاتین                                         | نوستالژی آینده                             |
| «فیزیکی»                                                                      | ۲۰۲۰ | ۳                  | ۹                  | ۳                  | ۵۴                 | ۱۴                 | ۲                  | ۱۵                 | ۱۶                 | ۴۲                 | ۶۰                 | - بی‌پی‌آی: ۲× پلاتین - ای‌آرآی‌ای: ۲× پلاتین - بی‌ئی‌ای: ۲× پلاتین - بی‌وی‌ام‌آی: پلاتین - ام‌سی: ۳× پلاتین - آرآی‌ای‌ای: پلاتین - آرام‌ان‌زی: پلاتین                                           | نوستالژی آینده                             |
| «دلم را بشکن»                                                                 | ۲۰۲۰ | ۶                  | ۷                  | ۱۴                 | ۱۳                 | ۲۶                 | ۳                  | ۱۲                 | ۱۲                 | ۲۱                 | ۱۳                 | - بی‌پی‌آی: پلاتین - ای‌آرآی‌ای: ۲× پلاتین - بی‌ئی‌ای: پلاتین - بی‌وی‌ام‌آی: طلا - ام‌سی: ۵× پلاتین - آرآی‌ای‌ای: پلاتین - آرام‌ان‌زی: پلاتین                                                    | نوستالژی آینده                             |
| «توهم»                                                                        | ۲۰۲۰ | ۳۱                 | —                  | —                  | —                  | —                  | ۴۰                 | ۵۵                 | —                  | —                  | —                  | - بی‌پی‌آی: طلا - ام‌سی: پلاتین - آرام‌ان‌زی: طلا | نوستالژی آینده                             |
| «یک روز» (به همراه جی بالوین، بد بانی و تاینی)                                | ۲۰۲۰ | ۷۲                 | —                  | —                  | ۷۰                 | ۹۴                 | ۵۵                 | ۲۴                 | —                  | —                  | ۶۳                 | - ای‌آرآی‌ای: طلا - ام‌سی: پلاتین - آرآی‌ای‌ای: ۱۵× پلاتین (لاتین) | نوستالژی آینده: نسخه مون‌لایت               |
| «شناور (The Blessed Madonna remix)» (با همکاری مدونا و میسی الیوت)            | ۲۰۲۰ | ۳۹                 | ۳۵                 | —                  | —                  | —                  | ۴۱                 | —                  | —                  | —                  | —                  | | کلوپ نوستالژی آینده                        |
| «شناور» (تکخوان یا با همکاری دابیبی)                                          | ۲۰۲۰ | ۵                  | ۴                  | ۳۲                 | ۱                  | ۱۶                 | ۴                  | ۲۳                 | ۵                  | ۲۰                 | ۲                  | - بی‌پی‌آی: ۳× پلاتین - ای‌آرآی‌ای: ۸× پلاتین - بی‌ئی‌ای: طلا - بی‌وی‌ام‌آی: پلاتین - ام‌سی: الماس - آرآی‌ای‌ای: الماس - آرام‌ان‌زی: ۷× پلاتین                                                   | نوستالژی آینده                             |
| «تب» (به همراه آنجل)                                                          | ۲۰۲۰ | ۷۹                 | —                  | ۱                  | ۷۹                 | ۸۵                 | ۳۶                 | —                  | —                  | —                  | —                  | - بی‌ئی‌ای: ۳× پلاتین - ام‌سی: پلاتین | نوستالژی آینده (نسخه فرانسوی)              |
| "Real Groove (Studio 2054 remix)" (به همراه کایلی مینوگ)                      | ۲۰۲۰ | ۹۵                 | —                  | —                  | —                  | —                  | —                  | —                  | —                  | —                  | —                  | | دیسکو: نسخه لیست مهمان                     |
| «ما خوب هستیم»                                                                | ۲۰۲۱ | ۲۵                 | ۲۴                 | ۳۲                 | ۲۱                 | ۵۲                 | ۱۷                 | ۲۵                 | ۲۴                 | ۳۱                 | ۳۱                 | - بی‌پی‌آی: طلا - ای‌آرآی‌ای: طلا - بی‌ئی‌ای: طلا - ام‌سی: ۲× پلاتین - آرآی‌ای‌ای: طلا - آرام‌ان‌زی: طلا                                                                                      | نوستالژی آینده: نسخه مون‌لایت               |
| «دوباره عشق»                                                                  | ۲۰۲۱ | ۵۱                 | ۶۰                 | ۵                  | ۱۱                 | ۴۴                 | ۳۶                 | ۲۱                 | —                  | —                  | ۴۱                 | - بی‌پی‌آی: طلا - بی‌وی‌ام‌آی: طلا - ام‌سی: ۳× پلاتین | نوستالژی آینده                             |
| «قلب سرد (ریمیکس پیناوو)» (به همراه التون جان)                                | ۲۰۲۱ | ۱                  | ۱                  | ۲                  | ۱                  | ۳                  | ۲                  | ۸                  | ۱                  | ۵                  | ۷                  | - بی‌پی‌آی: ۳× پلاتین - ای‌آرآی‌ای: ۷× پلاتین - بی‌وی‌ام‌آی: ۳× طلا - جی‌ال‌اف: ۳× پلاتین - ام‌سی: ۷× پلاتین - آرآی‌ای‌ای: ۲× پلاتین - آرام‌ان‌زی: ۷× پلاتین                                     | The Lockdown Sessions                      |
| «شیرین‌ترین پای» (به همراه مگان دی استالین)                                    | ۲۰۲۲ | ۳۱                 | ۲۴                 | —                  | ۱۹                 | ۷۶                 | ۱۴                 | —                  | ۳۳                 | ۵۹                 | ۱۵                 | - بی‌پی‌آی: نقره - ام‌سی: پلاتین - آرآی‌ای‌ای: پلاتین | Traumazine                                 |
| «Potion» (به همراه کالوین هریس و یانگ تاگ)                                    | ۲۰۲۲ | ۱۶                 | ۳۲                 | —                  | ۳۱                 | ۸۵                 | ۹                  | ۴۵                 | ۳۵                 | ۴۰                 | ۷۱                 | - بی‌پی‌آی: نقره - ای‌آرآی‌ای: طلا - ام‌سی: طلا | Funk Wav Bounces Vol. 2                    |
| "رقص شب"                                                                      | ۲۰۲۳ | ۱                  | ۳                  | ۱                  | ۴                  | ۷                  | ۱                  | ۴                  | ۵                  | ۲۵                 | ۶                  | - بی‌پی‌آی: پلاتین - ای‌آرآی‌ای: ۳× پلاتین - بی‌ئی‌ای: پلاتین - ام‌سی: ۳× پلاتین - آرام‌ان‌زی: پلاتین                                                                                       | باربی: آلبوم                               |
| «هودینی»                                                                      | ۲۰۲۳ | ۲                  | ۷                  | ۱                  | ۵                  | ۹                  | ۶                  | ۸                  | ۱۳                 | ۱۳                 | ۱۱                 | - بی‌پی‌آی: نقره - ای‌آرآی‌ای: پلاتین - بی‌ئی‌ای: طلا - ام‌سی: پلاتین | خوش‌بینی افراطی                             |
| «فصل تمرین»                                                                   | ۲۰۲۴ | ۴                  | ۱۲                 | ۷                  | ۱۱                 | ۲۵                 | ۶                  | ۲۰                 | ۱۰                 | ۱۵                 | ۲۷                 | | خوش‌بینی افراطی                             |
| نشانهٔ «—» مواردی را نشان می‌دهد که در آن کشور منتشر نشده یا به جدول نرسیده‌اند. |      |                    |                    |                    |                    |                    |                    |                    |                    |                    |                    | |                                            |

### به عنوان آرتیست همکار
| عنوان                                                                         | سال  | بهترین جایگاه جدول | بهترین جایگاه جدول | بهترین جایگاه جدول | بهترین جایگاه جدول | بهترین جایگاه جدول | بهترین جایگاه جدول | بهترین جایگاه جدول | بهترین جایگاه جدول | بهترین جایگاه جدول | بهترین جایگاه جدول | گواهی‌نامه‌ها | آلبوم                                          |
| عنوان                                                                         | سال  | UK                 | AUS                | BEL (FL)           | CAN                | GER                | IRL                | NLD                | NZ                 | SWE                | US                 | گواهی‌نامه‌ها | آلبوم                                          |
| ----------------------------------------------------------------------------- | ---- | ------------------ | ------------------ | ------------------ | ------------------ | ------------------ | ------------------ | ------------------ | ------------------ | ------------------ | ------------------ | --- | ---------------------------------------------- |
| «دروغی نیست» (شان پال با همکاری دوآ لیپا)                                     | ۲۰۱۶ | ۱۰                 | —                  | ۴۴                 | —                  | ۱۰                 | ۳۱                 | ۱۴                 | —                  | —                  | —                  | - بی‌پی‌آی: ۲× پلاتین - بی‌وی‌ام‌آی: ۳× طلا - ام‌سی: پلاتین - ان‌وی‌پی‌آی: پلاتین                                          | Mad Love the Prequel و دوآ لیپا: نسخه کامل     |
| "If Only" (آندره‌آ بوچلی با همکاری دوآ لیپا)                                   | ۲۰۱۸ | —                  | —                  | —                  | —                  | —                  | —                  | —                  | —                  | —                  | —                  | | Sì                                             |
| «شوگر (ریمیکس)» (Brockhampton با همکاری دوآ لیپا)                             | ۲۰۲۰ | —                  | ۱۹                 | —                  | ۲۱                 | —                  | —                  | —                  | ۱۲                 | —                  | ۹۵                 | - بی‌پی‌آی: نقره - ای‌آرآی‌ای: پلاتین - آرآی‌ای‌ای: ۲× پلاتین - آرام‌ان‌زی: پلاتین                                        | تک‌آهنگ بدون آلبوم                              |
| «زندانی» (مایلی سایرس با همکاری دوآ لیپا)                                     | ۲۰۲۰ | ۸                  | ۱۳                 | ۲۷                 | ۱۷                 | ۲۰                 | ۵                  | ۲۰                 | ۲۴                 | ۲۳                 | ۵۴                 | - بی‌پی‌آی: پلاتین - ای‌آرآی‌ای: ۲× پلاتین - بی‌ئی‌ای: طلا - بی‌وی‌ام‌آی: طلا - جی‌ال‌اف: طلا - ام‌سی: طلا - آرای‌ای‌ای: پلاتین | قلب‌های پلاستیکی و نوستالژی آینده: نسخه مون‌لایت |
| «دمینور» (پاپ اسموک با همکاری دوآ لیپا)                                       | ۲۰۲۱ | ۱۴                 | ۴۳                 | —                  | ۲۶                 | —                  | ۲۰                 | —                  | —                  | ۴۱                 | ۸۶                 | | Faith                                          |
| نشانهٔ «—» مواردی را نشان می‌دهد که در آن کشور منتشر نشده یا به جدول نرسیده‌اند. |      |                    |                    |                    |                    |                    |                    |                    |                    |                    |                    | |                                                |